# Puerto Thilawa
El Puerto Thilawa  es un puerto de aguas profundas 25 km al sur de Rangún, en Birmania. El puerto de contenedores de usos múltiples internacional, es totalmente propiedad de Hutchison Port Holdings (HPH), puede operar las 24 horas del día, siete días a la semana. La instalación también se encuentra junto a la zona Económica Especial próxima a desarrollar en el área Thanlyin-Kyauktan inmediatamente al sur de Rangún.